# Han (État)
Pour les articles homonymes, voir Han.
403 av. J.-C. – 230 av. J.-C.
Entités précédentes :
- Jin

Entités suivantes :
- Qin

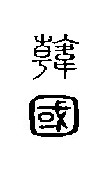
« État de Han » en caractères sigillaires, (220 av. J.-C.)

Han (韩国 / 韓國, Hánguó, à ne pas confondre avec la Corée du Sud, homonyme) était un État de la période des Royaumes combattants de la Chine (453/403 à 230 av. J.-C.). Initialement clan de grands feudataires de l'État de Jin, l'État Han fut l'un des trois États créés par la partition de celui-ci par les Trois familles en 403 av. J.-C.
Placé entre le puissant État du Qin et la plaine de Chine du Nord, qui constituait un objectif militaire de ce dernier, il fut l'objet de nombreuses opérations militaires de la part de son voisin. Bien que le Han ait tenté plusieurs réformes, notamment sous l’égide du philosophe légiste Shen Buhai (申不害), il ne parvint jamais à surpasser le Qin. De fait, il fut le premier État conquis par le Qin à la fin de la période des Royaumes combattants.

## Origine
Selon le Shiji, l’ancêtre des Han appartenait au clan royal des Zhou ; les anciens princes de Han seraient descendants d’un fils du roi Wu, et portaient donc le nom de clan Ji.

Quoi qu'il en soit, un des descendants de la famille, le vicomte Wu de Han (Han Wu-zi) se vit attribuer le fief de Hanyuan (韓原), et offrir le titre de « vicomte » (子, zǐ).
À la fin de la Période des Printemps et Automnes, le Jin, dont la maison régnante était déjà très affaiblie, fut en proie aux luttes internes de ses six grands princes (六卿, liù qīng), puissants potentats régionaux, parmi lesquels le clan Han, qui se disputaient son territoire. En 453 av. J.-C., les familles Fan et Zhongxing furent anéanties et leurs terres furent partagées entre les quatre familles Zhi, Zhao, Wei et Han ; l’année suivante, Zhao, Wei et Han s’unirent pour triompher de la famille Zhi : c’est ainsi, que les six hauts dignitaires du pays de Jin se trouvèrent réduits à trois, par la suppression de deux, puis d’un d’entre eux.
Le Jin fut partitionné, et ses terres partagées en trois États.
En 403 av. J.-C., Han reçut du roi Zhou le titre de seigneur, en même temps que Zhao et Wei. Ainsi fut consommé le démembrement du royaume de Jin.

## Apogée

Les Royaumes combattants
(vers 350 av. J.-C.)

Le royaume de Han est loin d’avoir eu l’importance de ses voisins Zhao et Wei; d’étendue beaucoup plus restreinte, il n’a pas joué un rôle politique aussi considérable.
En 375 av. J.-C., le Han conquit l'État voisin et déclinant de Zheng, et transféra sa capitale dans la ville du même nom. En 351 av. J.-C., un fonctionnaire originaire de Zheng, Shen Buhai, fut nommé Chancelier par le Marquis Zhao de Han (Han Zhao-hou), charge qu'il conserva jusqu'à sa mort en 337 av. J.-C.. En légiste convaincu, Shen Buhai réforma avec succès l'administration du Han. Ses innovations allaient par la suite être reprises par les autres Royaumes combattants.
En 322 av. J.-C., le dirigeant du Han, fils du marquis Zhao, prit le titre de roi (wang). Ce fut le roi Xuanhui de Han (Han Xuanhui-wang).
Malgré ses succès, le Han possédait un territoire restreint et enclavé entre des royaumes plus puissants, dont le Qin à l'ouest, dont il fut souvent la cible.
En 293 av. J.-C., la puissance militaire du Qin brisa les forces coalisées des États de Wei et de Han à la bataille de Yique.
Le Qin envahit encore le Han en 265 av. J.-C., avec l'intention d'annexer la province de Shangdang (dans la province actuelle de Shansi), en coupant l'ensemble de ses communications avec le reste du Han. En quatre années, le Shangdang complètement isolé était sur le point de tomber, lorsque le roi de Han, en désespoir de cause, décida de donner le Shangdang au royaume voisin de Zhao. Contre l'avis de ses conseillers, qui croyaient que cela amènerait le désastre pour son royaume, le roi de Zhao accepta le territoire en 262 av. J.-C.. Ces événements aboutirent à l'affrontement le plus meurtrier de l'ensemble de la période, la bataille de Changping.

## Chute
Le royaume de Han fut le premier à tomber face aux armées de Qin, lors de la grande campagne d'unification lancé par le roi Ying Zheng.
Se trouvant en péril dès 234 av. J.-C., le roi Ji An de Han envoya son parent Han Fei Zi plaider sa cause auprès du roi de Qin. Mais ce dernier retint le célèbre philosophe et le mit à mort. Han Fei Zi s'empoisonna dans sa cellule.
En 230 av. J.-C., le Qin fit prisonnier le roi Ji An, envahit et annexa entièrement le Han, dont il fit la commanderie de Yingzhuan.

## Les capitales du Han
La famille Han tire son nom du fief de Hanyuan. Vers le milieu du VIe siècle av. J.-C., le vicomte Xuan de Han (Han Xuan-zi) transporta sa résidence à Zhou. Dans les premières années du Ve siècle av. J.-C., le vicomte Zheng de Han (Han Zheng-zi) transféra sa capitale à Pingyang. À une date qui est postérieure à l’année 453 av. J.-C., la capitale des Han semble avoir été la ville de Yangdi. En 375 av. J.-C., sous le règne du marquis Ai de Han (Han Ai-hou), il conquit l'État de Zheng et prit pour capitale la ville même de Zheng, appelée également Nanzheng (nom moderne : Xinzheng). Nanzheng demeura la capitale du Han jusqu'à sa chute face aux forces du Qin.

## Personnages célèbres
Outre Shen Buhai, le Han fut le pays de Han Fei Zi, qui appartenait à la famille royale. Ce penseur et philosophe de la doctrine légiste inspira la politique autoritaire du roi Ying Zheng, qui devint le Premier Empereur de Chine.

## Liste des souverains
Noms posthumes – Noms personnels (dates de règne)
1. Wuzi 韩万
2. Qiubo 韩赇伯
3. Dingbo 韩简 - Ji Yuan 姬简;
4. Ziyu 韓武子 - Ji Yuan 姬原;
5. Vicomte Xian 韓獻子 - Ji Que 姬厥
6. Vicomte Xuan (en) 韓宣子 - Ji Qi 姬起
7. Vicomte Zhen (zh) 韓貞子 - Ji Xu 姬須
8. Vicomte Jian (zh) 韓簡子 - Ji Buxin 姬不信
9. Vicomte Zhuang (zh) 韓莊子 - Ji Geng 姬庚
10. Vicomte Kang (zh) 韓康子 - Ji Hu 姬虎
11. Vicomte Wu (zh) 韓武子 - Ji Qi 姬啟 (424 à 409 av. J.-C.)
12. Marquis Jing (en) 韓景侯 - Ji Qian 姬虔 (408 à 400 av. J.-C.)
13. Marquis Lie (en) 韓烈侯 - Ji Qu'姬取 (399 à 387 av. J.-C.)
14. Marquis Wen (en) 韓文侯 (386 à 377 av. J.-C.)
15. Marquis Ai (en) 韓哀侯 (376 à 371 av. J.-C.)
16. Marquis Gong (en) 韓莊侯 ou Yi 懿侯 (370 à 359 av. J.-C.)
17. Marquis Xi (zh) 韓昭侯 (358 à 333 av. J.-C.)
18. Roi Xuanhui (en) 韓宣惠王 (332 à 312 av. J.-C.) (marquis jusqu'en 323 av. J.-C.)
19. Roi Xiang (en) 韓襄王 - Ji Cang 姬倉 (311 à 296 av. J.-C.)
20. Roi Xi (en) 韓釐王 - Ji Qi 姬啟 (295 à 273 av. J.-C.)
21. Roi Huanhui (en) 韓桓惠王 (272 à 239 av. J.-C.)
22. Roi An (en), dernier Roi de Han 韓王(姬)安 (238 à 230 av. J.-C.)